# Metabelba aphelesa
Metabelba aphelesa är en kvalsterart som först beskrevs av Tyler A. Woolley och Harold G. Higgins 1979.  Metabelba aphelesa ingår i släktet Metabelba och familjen Damaeidae. Inga underarter finns listade i Catalogue of Life.